# رابی آمین
رابی آمین (انگلیسی: Robby Ameen؛ زادهٔ ۷ دسامبر ۱۹۶۰) موسیقی‌دان اهل ایالات متحده آمریکا است.